# Rožďalovice
Rožďalovice (německy Rozdalowitz) jsou město v okrese Nymburk ve Středočeském kraji. Leží osmnáct kilometrů severovýchodně od Nymburka. Jeho katastrální území má rozlohu 2 390 hektarů. Žije zde přibližně 1 700 obyvatel. Od 23. ledna 2009 jsou Rožďalovice opět městem.

## Historie
Dle Palackého Dějin jsou v letech 1223–1226 Rožďalovice uváděny jako dědictví Soběhrdovo z neurčitého rodu. Jan Lucemburský nechal Rožďalovice za věrné služby rytíře Ješka z Rožďalovic povýšit kolem roku 1340 na město. Přestože první písemné zmínky pocházejí až z první čtvrtiny 13. století, archeologické nálezy dokládají osídlení již z mladší doby kamenné.
Roku 1622 získali město jako konfiskát Křineckých z Ronova (držitelé Rožďálovic od druhé poloviny 15. století) Valdštejnové a drželi jej až do roku 1760. Za jejich panování roku 1666 Rožďalovice zcela zničil rozsáhlý požár, který zcela setřel původní podobu města a podnítil novou stavební obnovu. Před tehdy renesanční zámek byly v roce 1717 umístěny dvě barokní sochy od Michala Jana Brokofa (svatý Václav a svatý Jan Nepomucký). Samotný zámek byl barokně přestavěn až v druhé polovině 18. století. U kostela a zámku můžeme také najít tři mohutné stromy – asi 250 let starou lípu, 200 let starý dub a asi 150 let starý jinan dvoulaločný.[zdroj?]

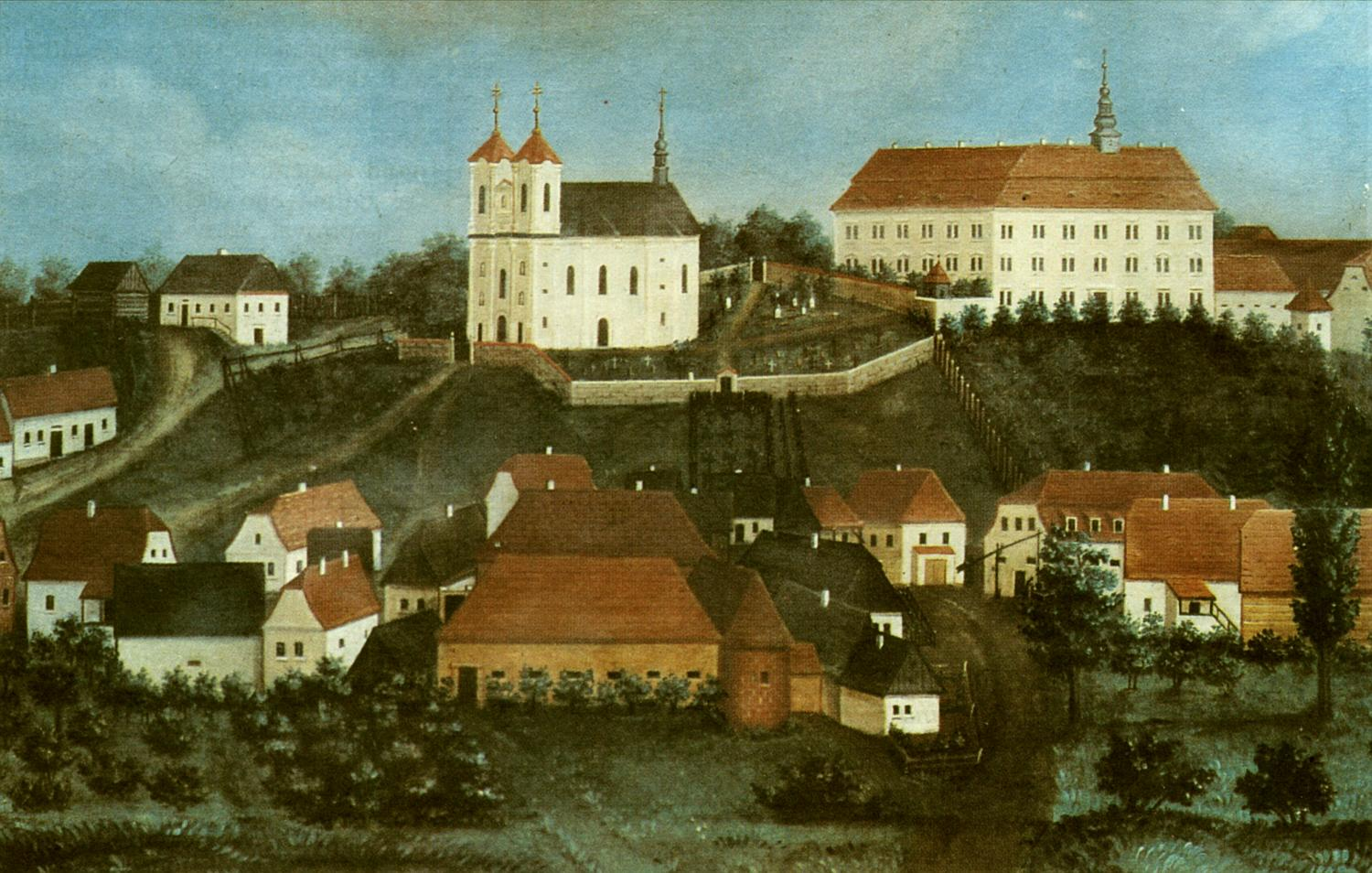
Rožďalovice na anonymní malbě z roku 1825

V roce 1718 byl na náměstí postaven mariánský sloup v souvislosti s morovými epidemiemi. V letech 1726–1733 za Václava Josefa z Valdštejna byla na místě původního gotického farního kostela vystavěna výrazná dominanta obce, barokní kostel svatého Havla. Věže byly opatřeny novými báněmi v roce 1869.
Z dalších rodů, za nichž došlo k rozkvětu Rožďalovic, uveďme Lobkowicze (1815–1930).
Z významných rodáků je třeba uvést především renesančního knihtiskaře a nakladatele Jiřího Melantricha z Aventina (1511–1580), jehož nejznámější tisky jsou Mattioliho Herbář a česká bible zvaná Melantriška, a profesora Gustava Adolfa Lindnera (1828–1887), zakladatele české pedagogiky jako vědy. Nejenom těmto dvěma osobnostem je věnována expozice v Pamětní síni rodáků a přátel města Rožďalovic, která se nachází v budově bývalé školy v Husově ulici. Kulturním stánkem pro veřejnost je nově rekonstruovaná budova čp. 30, pocházející z původní městské zástavby. V domě je umístěna Galerie Melantrich – pobočka Polabského muzea Poděbrady.
Ve městě Rožďalovice (1620 obyvatel) byly v roce 1932 evidovány tyto živnosti a obchody:
- Instituce a průmysl: poštovní úřad, telefonní úřad, telegrafní úřad, četnická stanice, katolický kostel, českosl. kostel, klášter, nemocnice, chudobinec, Rolnické akciové podniky cukrovar a mlýn, továrna na slaměné obaly, továrna na sudy, výroba obuvnických svršků, 2 výrobny sýrů, velkostatek.
- Služby (výběr): 2 lékaři, zvěrolékař, autodoprava, barvírna, biograf Sokol, 3 cukráři, drogerie, 2 galanterie, hodinář, 4 holiči, hospodářské družstvo, 8 hostinců, 2 kapelníci, knihkupectví, mechanik, obchod obuví Baťa, 2 punčocháři, sochař, soustružník, Občanská záložna v Rožďalovicích, Okresní záložna hospodářská v Libáni, Živnostensko-obchodnická záložna v Rožďalovicích, 2 stavitelé, zahradnictví, 2 zubní ateliéry.

Ve vsi Podlužany (249 obyvatel, samostatná ves se později stala součástí Rožďalovic) byly v roce 1932 evidovány tyto živnosti a obchody: obchod s dobytkem, hostinec, 2 kováři, mlýn, 8 rolníků, 2 obchody se smíšeným zbožím, spořitelní a záložní spolek pro Podlužany, trafika.
V obci Podolí (přísl. Bučice, 239 obyvatel, samostatná obec se později stala součástí Rožďalovic) byly v roce 1932 evidovány tyto živnosti a obchody: krejčí, rolnický akciový mlýn a pila, 2 rolníci.
V obci Zámostí (204 obyvatel, samostatná obec se později stala součástí Rožďalovic) byly v roce 1932 evidovány tyto živnosti a obchody: hostinec, výroba kuřáckých potřeb, 2 mlýny, pila, řezník, tesařský mistr, trafika, velkostatek.

## Obyvatelstvo
| Rok            | 1869  | 1880  | 1890  | 1900  | 1910  | 1921  | 1930  | 1950  | 1961  | 1970  | 1980  | 1991  | 2001  | 2011  | 2021  |
| -------------- | ----- | ----- | ----- | ----- | ----- | ----- | ----- | ----- | ----- | ----- | ----- | ----- | ----- | ----- | ----- |
| Počet obyvatel | 2 755 | 3 040 | 2 965 | 2 824 | 2 632 | 2 532 | 2 449 | 2 063 | 2 095 | 1 826 | 1 800 | 1 557 | 1 628 | 1 678 | 1 698 |
| Počet domů     | 400   | 438   | 448   | 464   | 501   | 512   | 599   | 615   | 567   | 532   | 500   | 597   | 661   | 678   | 697   |

## Obecní správa

### Územněsprávní začlenění
Dějiny územněsprávního začleňování zahrnují období od roku 1850 do současnosti. V chronologickém přehledu je uvedena územně administrativní příslušnost obce v roce, kdy ke změně došlo:
- 1850 země česká, kraj Jičín, politický okres Jičín, soudní okres Libáň[11]
- 1855 země česká, kraj Jičín, soudní okres Libáň
- 1868 země česká, politický okres Jičín, soudní okres Libáň
- 1939 země česká, Oberlandrat Jičín, politický okres Jičín, soudní okres Libáň[12]
- 1942 země česká, Oberlandrat Hradec Králové, politický okres Jičín, soudní okres Libáň[13]
- 1945 země česká, správní okres Jičín, soudní okres Libáň[14]
- 1949 Hradecký kraj, okres Jičín[15]
- 1960 Středočeský kraj, okres Nymburk
- 2003 Středočeský kraj, okres Nymburk, obec s rozšířenou působností Nymburk

### Části města
- Hasina
- Ledečky
- Podlužany
- Podolí
- Rožďalovice
- Viničná Lhota
- Zámostí

## Doprava
Dopravní síť
- Pozemní komunikace – Do města vedou silnice III. třídy.

- Železnice – Městem vede železniční trať 061 Nymburk – Rožďalovice – Kopidlno – Jičín. Je to jednokolejná celostátní trať, doprava byla zahájena roku 1881

Veřejná doprava 2011
- Autobusová doprava – Z města vedly autobusové linky např. do těchto cílů: Dolní Bousov, Křinec, Libáň, Městec Králové, Mladá Boleslav, Nymburk.

- Železniční doprava – Železniční stanicí Rožďalovice jezdilo v pracovní dny 13 osobních a 1 spěšný vlak, o víkendu 11 osobních a 1 spěšný vlak.

## Muzea a galerie

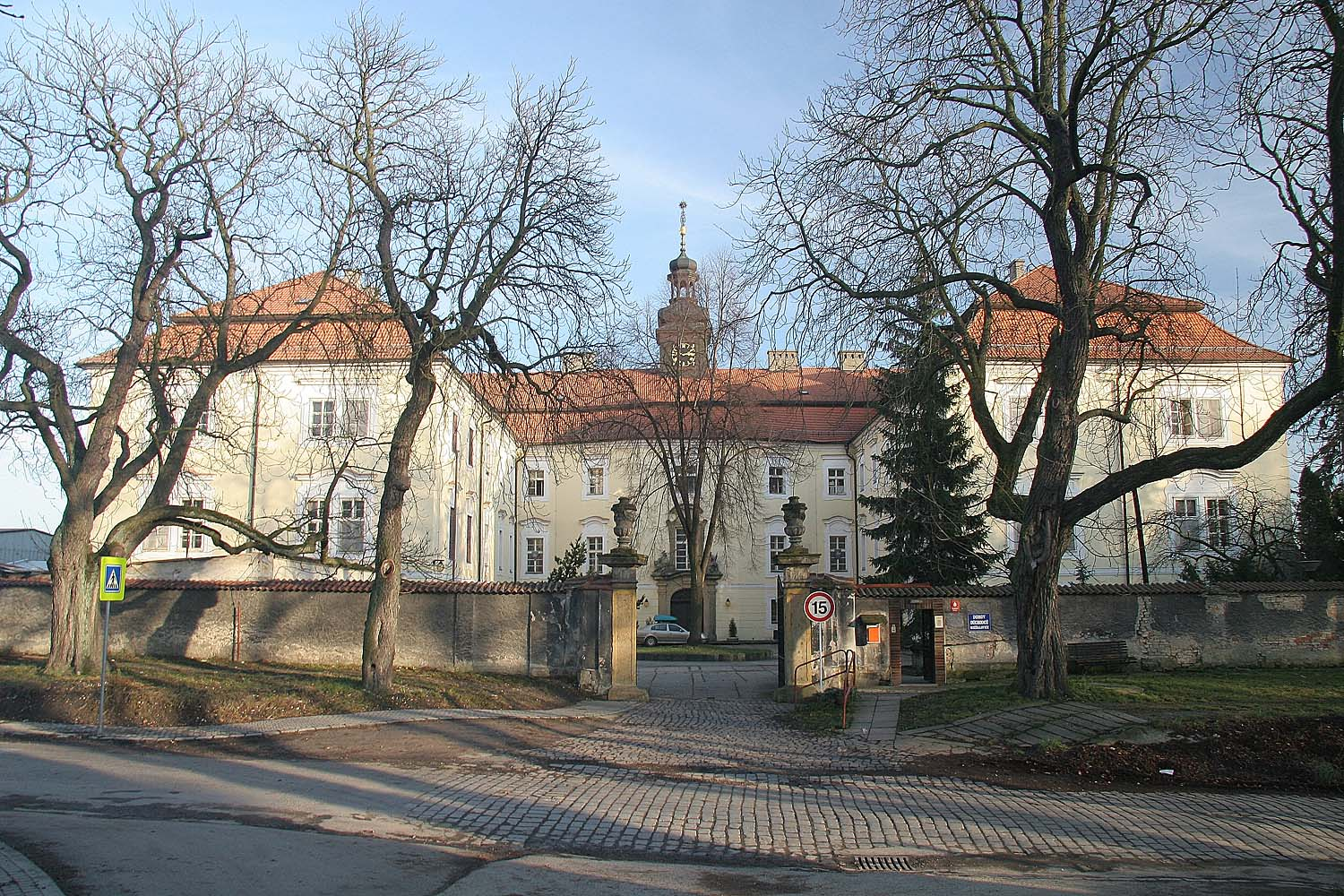
Barokní zámek v Rožďalovicích

- Muzeum Rožďalovice – Husova 146, stará škola
- Galerie Melantrich – Husova 30
- Muzeum klasického knihařství – Husova 24; spojeno s knihařskou dílnou

## Pamětihodnosti
- Barokní kostel svatého Havla – dvouvěžový kostel z let 1725–1734, dominanta kraje. Nad vchodem je umístěn znak stavebníka Václava Josefa z Valdštejna. Hlavní oltář kostela pochází z roku 1725, oltáři dominuje obraz Panny Marie, dílo malíře V. Mayera z roku 1743, mezi sochami svatého Petra a Pavla. Na bočním oltáři je poutní obraz Panny Marie Sněžné z hory Karmel, který přinesl tomuto kostelu a místu v barokní době velký věhlas v Sasku i v celých severních Čechách. Poutní cesty podnítilo zdejší škapulířové bratrstvo, založené roku 1718. Protější oltář svatého Jana Křtitele zdobí obraz tohoto světce od Josefa Vojtěcha Hellicha. V presbytáři je zajímavý kredenční oltář s byzantskou ikonou. K inventáři kostela náleží ještě pozoruhodná gotická cínová křtitelnice z roku 1457 s reliéfy Ukřižování, apoštolů a světců.
- Barokní zámek – původně renesanční, postaven roku 1622, přestavěn pozdně barokně roku 1760, fasády jsou upraveny novodobě. Jde o trojkřídlý dvoupatrový s hodinovou vížkou nad středním křídlem a se sochařskou výzdobou Michala Josefa Brokoffa na hlavním portálu. V severním křídle je zachována zámecká kaple s původním zařízením, v některých sálech rokokové nástěnné malby z roku 1770. V zámku se nacházejí památky na malíře Jana Rektoryse (1817–1890). Místnost ve středním křídle má novodobou výmalbu v podobě jeskyně na klenbě. Při zámku jsou umístěny hospodářské budovy, zahrada a park. Před hlavním vstupem do areálu zámku stojí dvě významné barokní sochy svatého Václava a svatého Jana Nepomuckého od Michala Josefa Brokoffa. Dnešní vzhled zámku je výsledkem úprav v letech 1935 a 1938. V současné době je zámek účelově využit jako domov důchodců.

## Další fotografie

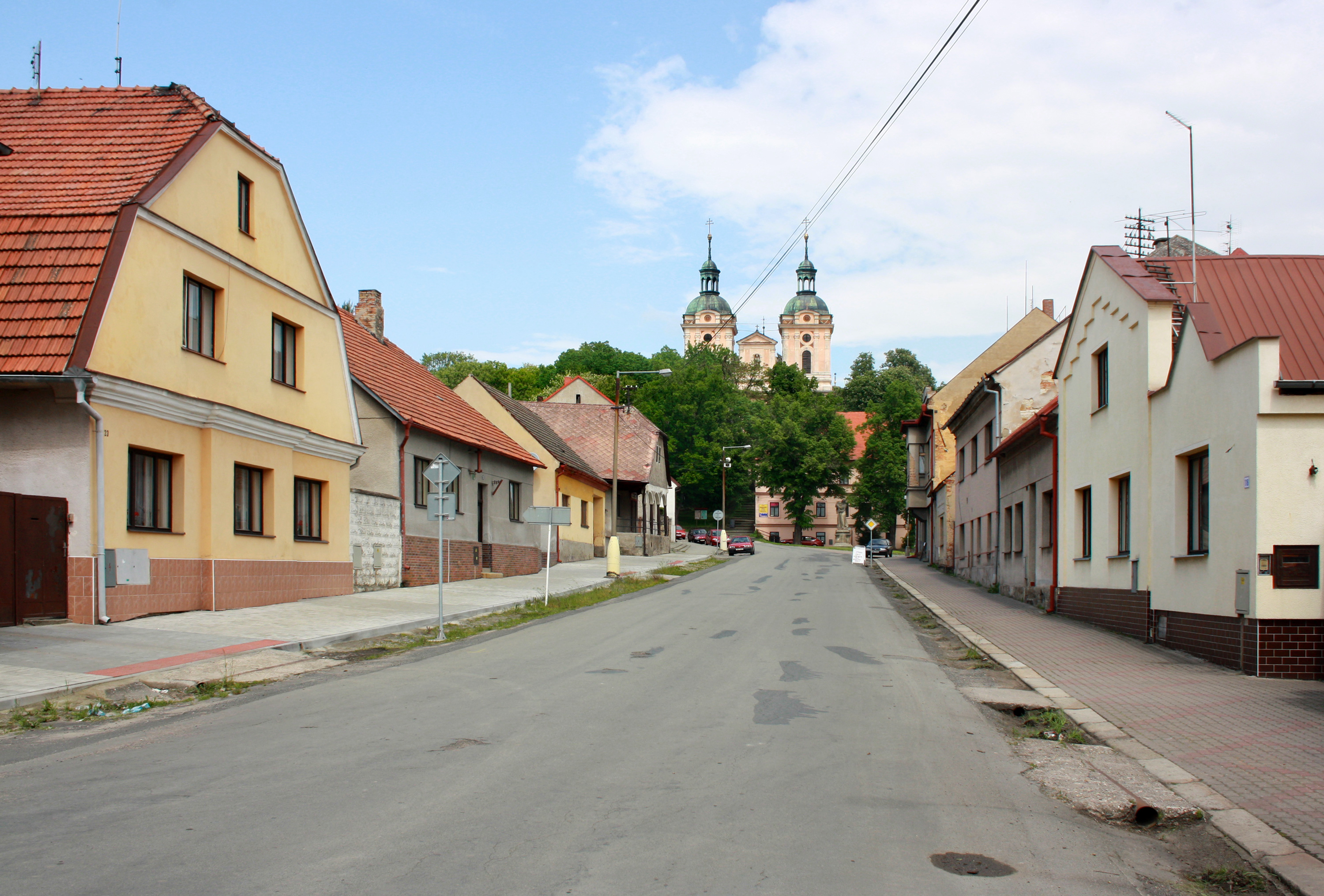
Husova ulice s kostelem svatého Havla v pozadí
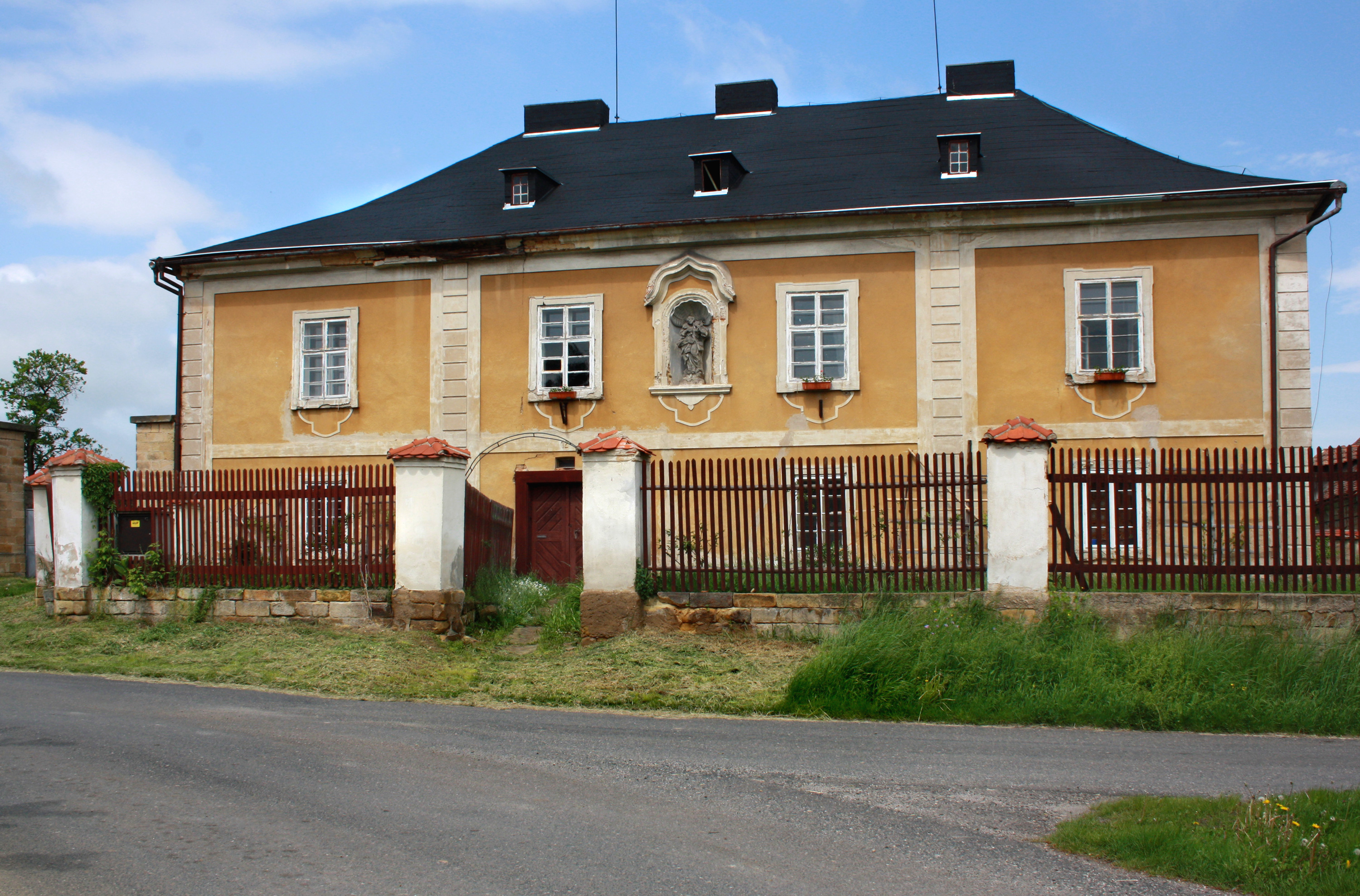
Honosná bývalá fara
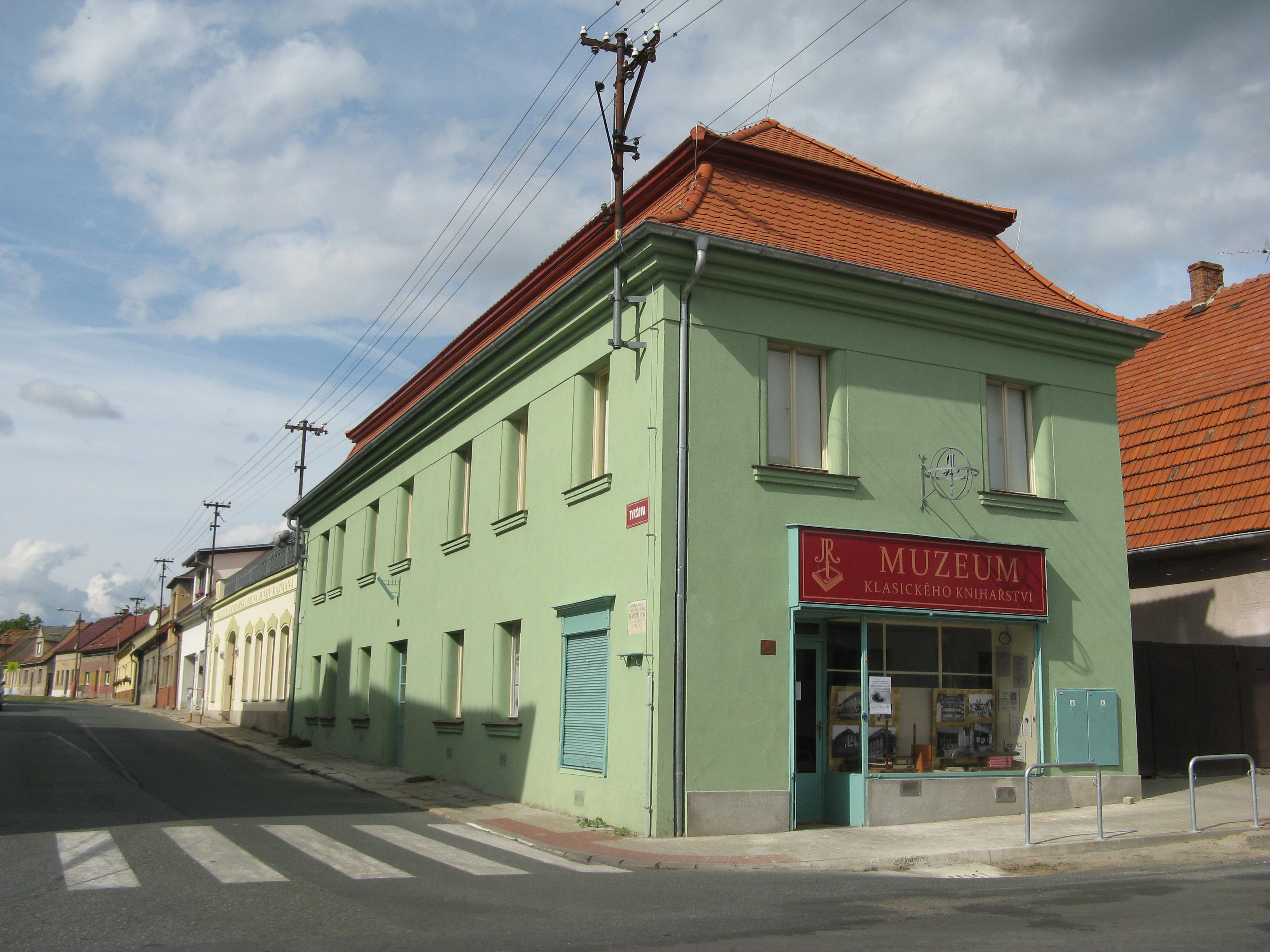
Muzeum klasického knihařství - hlavní vchod
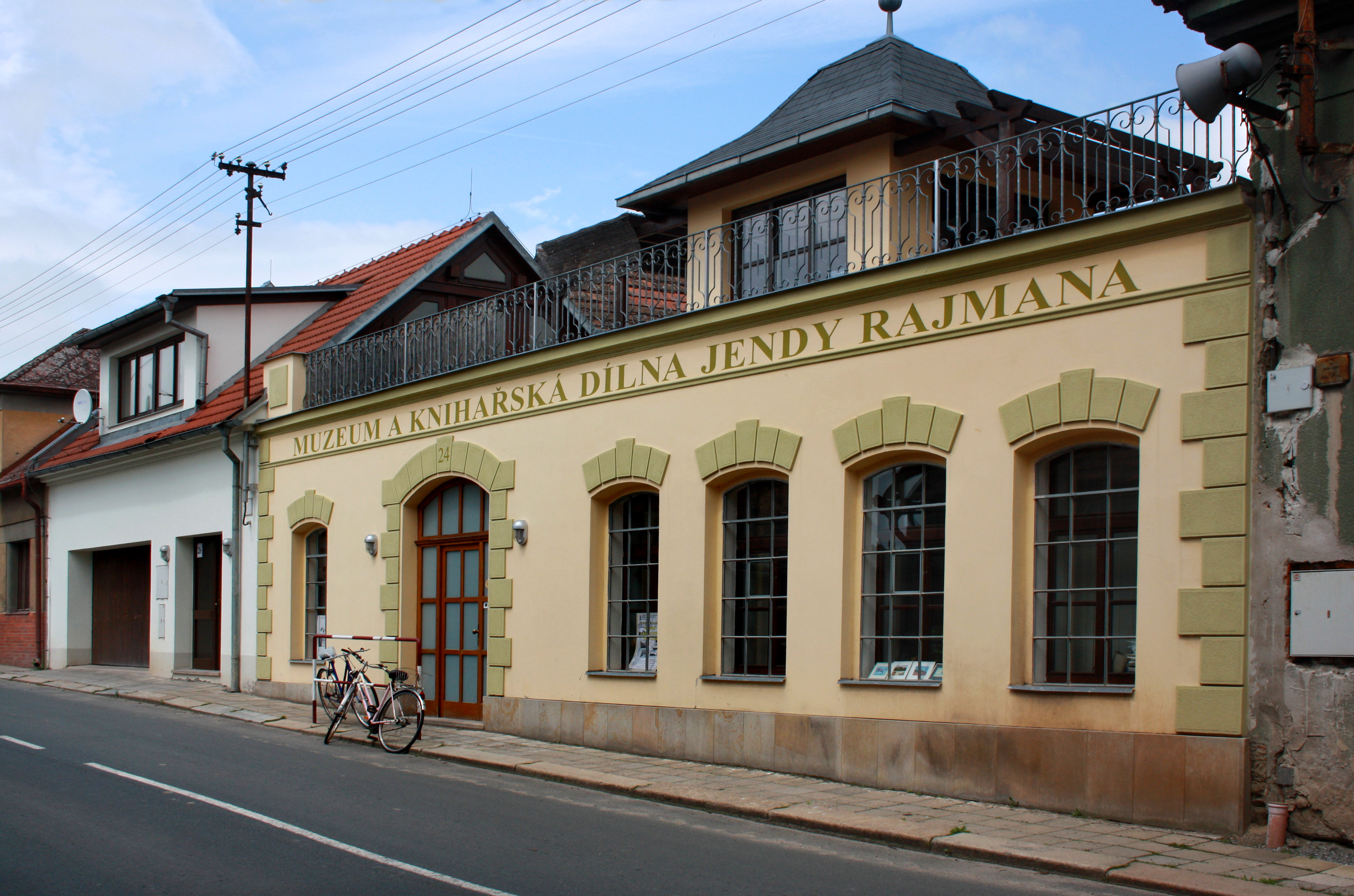
Muzeum klasického knihařství - dílna
Domek v Husově ulici
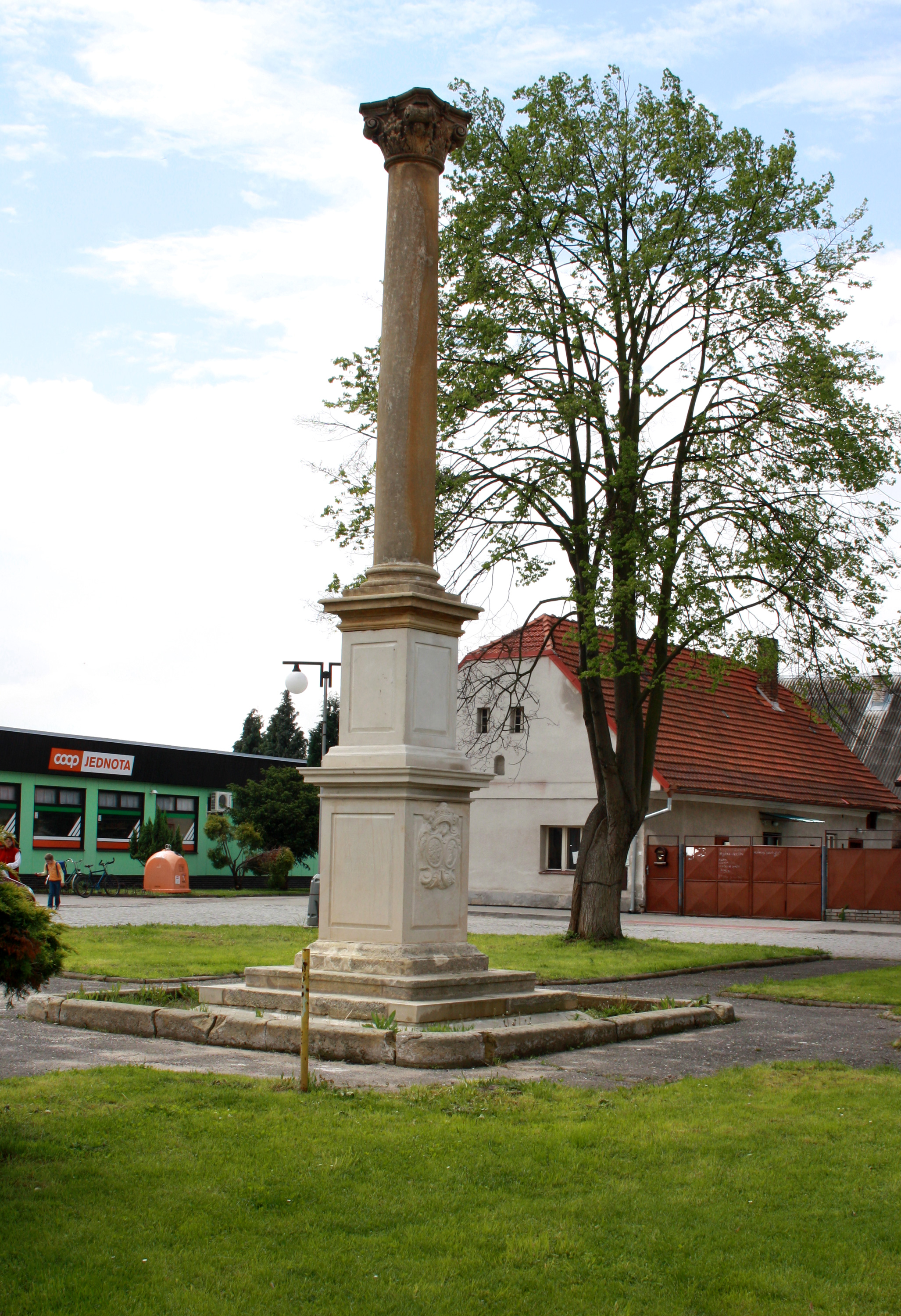
Sloup na náměstí
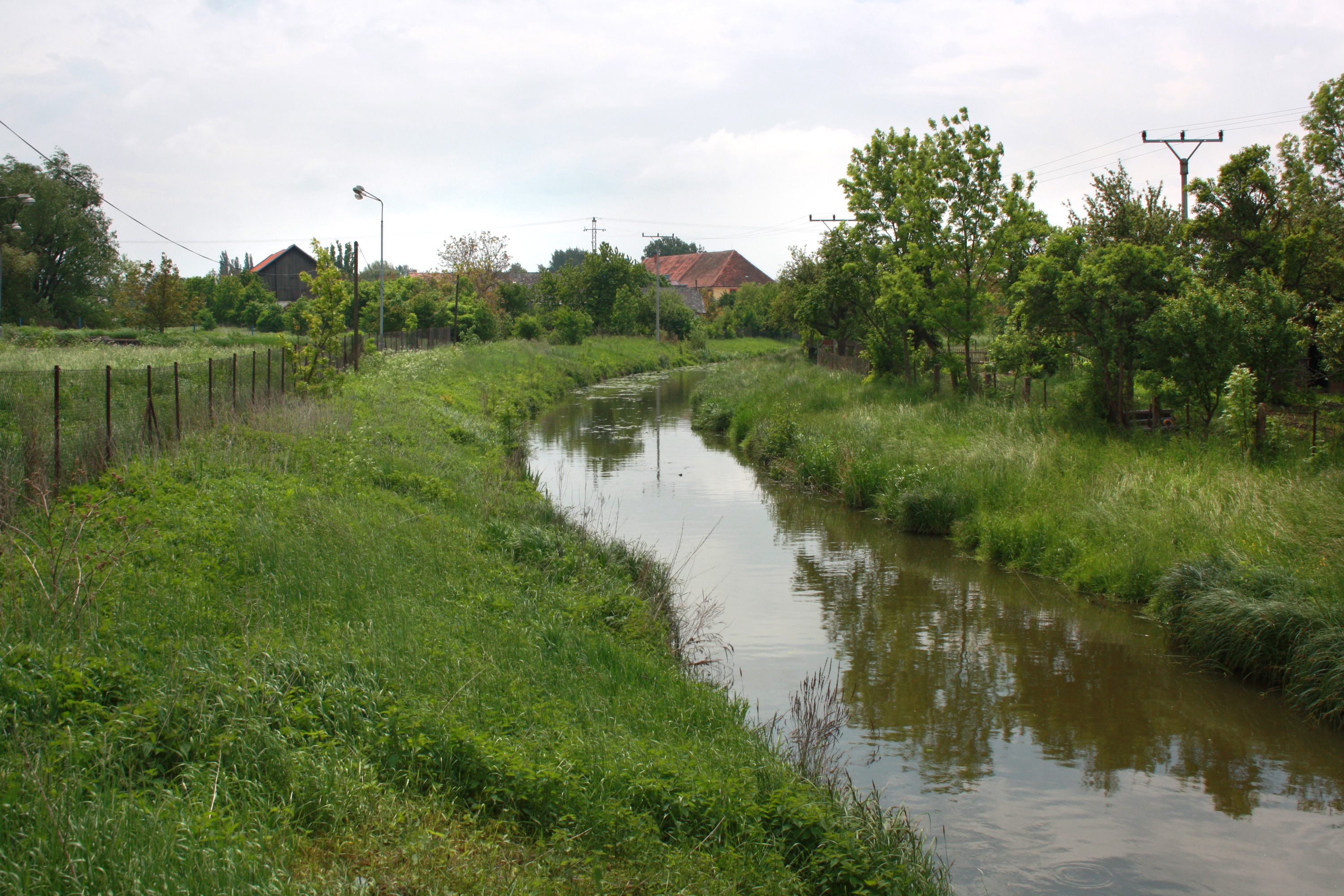
Řeka Mrlina